# Машиностроитель (Московская область)
Машинострои́тель — посёлок в Раменском муниципальном районе Московской области. Входит в состав сельского поселения Кузнецовское. Население — 43 чел. (2010).

## География
Посёлок Машиностроитель расположен в восточной части Раменского района, примерно в 11 км к юго-востоку от города Раменское. Высота над уровнем моря 163 м. В посёлке 8 улиц — 40 лет Октября, Зеленая, Лесная, Луговая, Мира, Мичуринская, Садовая и Центральная. Ближайший населённый пункт — село Малышево.

## История
До муниципальной реформы 2006 года деревня входила в состав Юровского сельского округа Раменского района.

## Население
| 2002 | 2010 |
| ---- | ---- |
| 48   | ↘43  |

По переписи 2002 года в посёлке проживало 48 человек (22 мужчины, 26 женщин).